# アナーバー駅
アナーバー駅（英語：Ann Arbor station）はミシガン州アナーバー デポット・ストリート325にある駅。 全米各地を結ぶ旅客鉄道のアムトラックが乗り入れている。

## 概要
当駅はアムトラックによってヒューロン川に近い市の北部に1983年に建設された。黒い鋼板の片持ち屋根を持ち、多彩な茶色のレンガで構成されている典型的な当時の平屋の建物である。深い庇はミシガン州の多雪な冬から建物を保護している。

## 利用可能な鉄道路線／列車
アムトラックの停車する列車は下記の通り。
シカゴとポンティアック間の昼行中距離列車ウォルバリン号… 1日2往復停車

## バス
中長距離バスはアムトラックの列車と連絡輸送を行うアムトラック・スルーウェイ・モーターコーチが担っている。

## ギャラリー

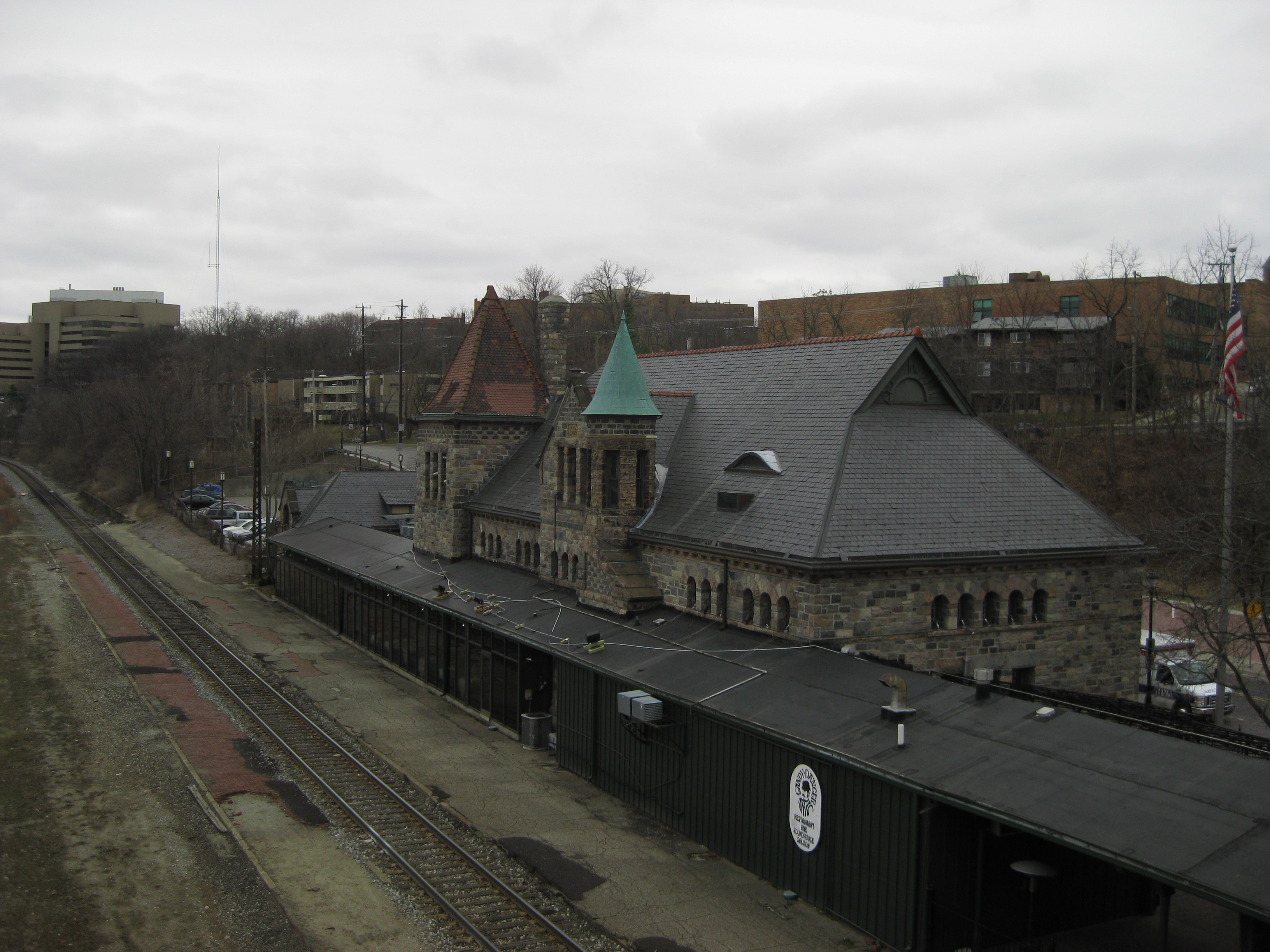
旧ミシガン・セントラル鉄道（英語版）の駅舎
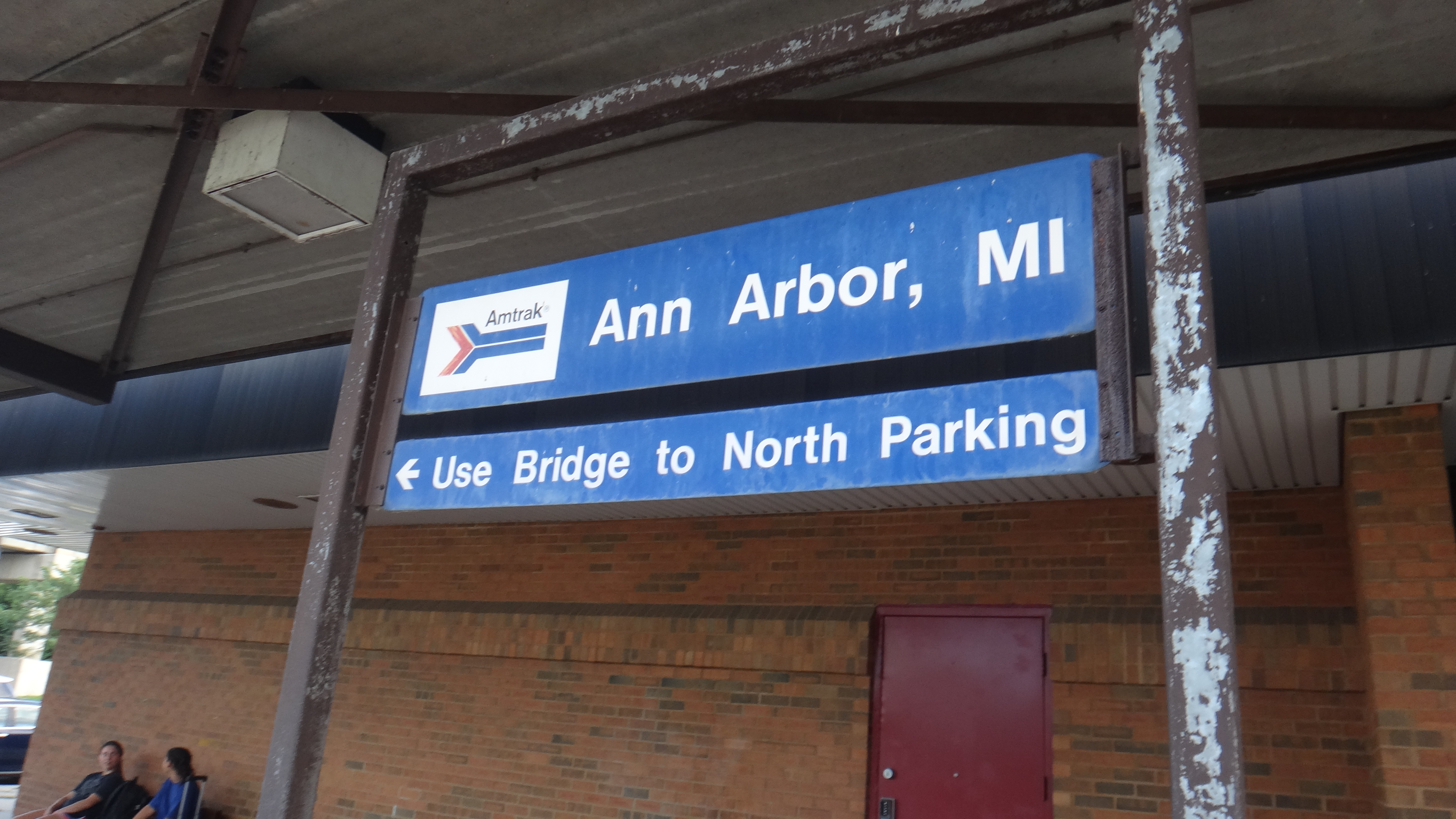
駅名板